# Tame Impala
Tame Impala (/teɪm ɪmˈpɑːlə/; от англ. tame impala — приручённая импала), настоящее имя — Кевин Ричард Паркер (англ. Kevin Richard Parker, 20 января 1986, Сидней) — австралийский музыкант-мультиинструменталист, выступающий с 2007 года под в жанре психоделического рока. Сочиняет и сольно записывает студийные записи на лейблах Modular Recordings, Interscope Records в США и Fiction Records в Великобритании. В концертных выступлениях Кевина Паркера (гитара, вокал) сопровождают Джей Уотсон (синтезатор, вокал, гитара), Доминик Симпер (гитара, синтезатор), Кэм Эйвери (бас, вокал) и Жюльен Барбагалло (барабаны, вокал).
После серии синглов и мини-альбомов в 2010 году Кевин выпустил дебютный студийный альбом Innerspeaker, сертифицированный золотым в Австралии и хорошо принятый критиками. 5 октября 2012 года музыкант выпустил альбом Lonerism, достигнувший платинового статуса в Австралии и получивший номинацию премии Грэмми-2014 в категории «Лучший альтернативный альбом». Третий альбом, Currents, был выпущен 17 июля 2015 года и получил множество наград и номинацию премии Грэмми-2016 в категории «Лучший альтернативный альбом».

## История

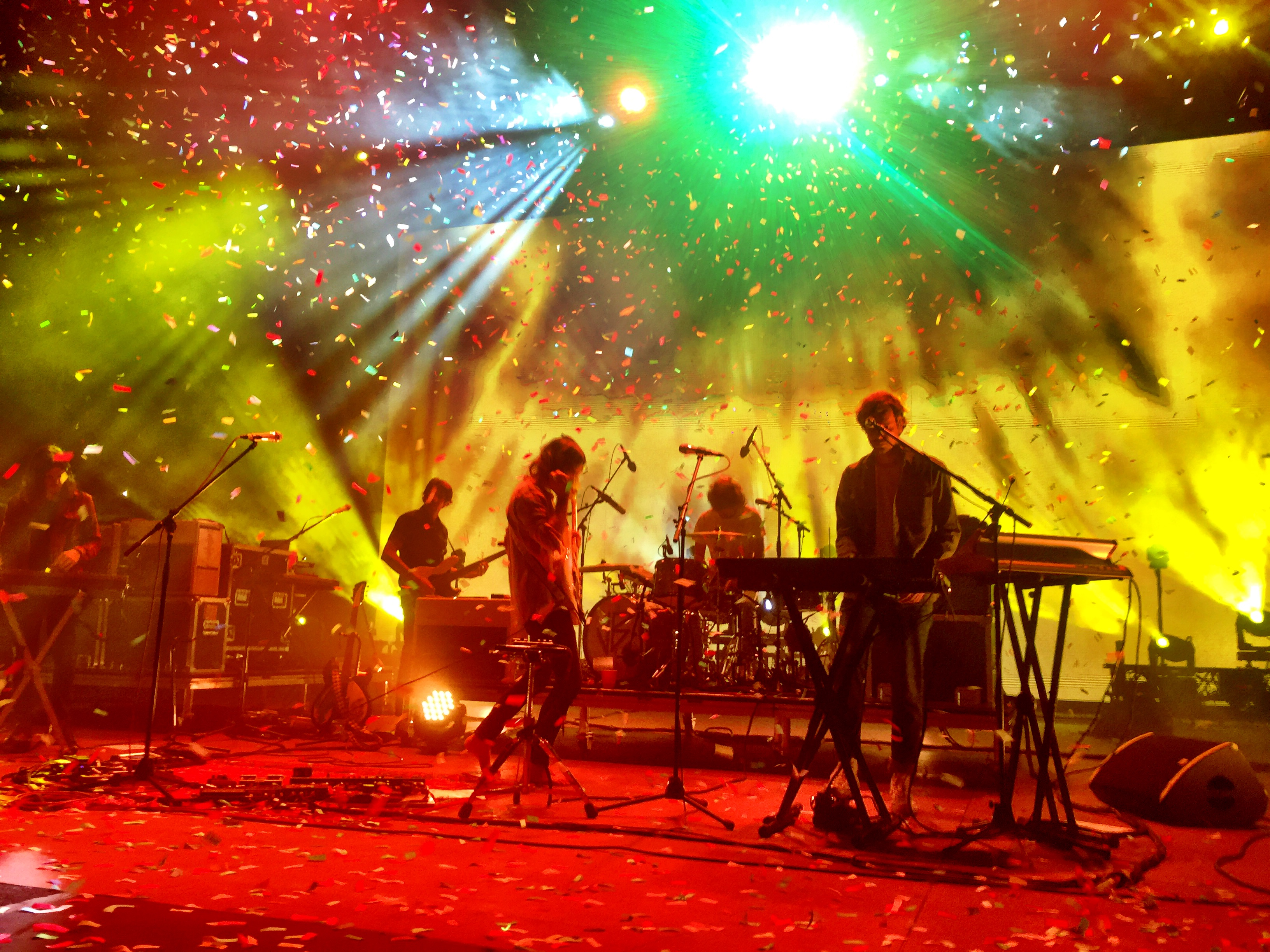
Колорадо, 2016 год

До сольного выступления под псевдонимом Tame Impala Кевин Паркер участвовал в коллективе The Dee Dee Dums на ударных вместе с гитаристом Люк Эпстайн. В 2005 году The Dee Dee Dums заняли второе место на AmpFest. Сэм Девенпорт занял место Эпстайна, покинувшего группу в октябре 2006 года и примкнувшего к Sugarpuss. Тогда же The Dee Dee Dums вышли в финал конкурса National Campus Band Competition от штата Западная Австралия. В конце 2007 года Сэм Девенпорт начал актёрскую карьеру, а Кевин Паркер продолжил сольную музыкальную деятельность, лишь заменив вторую гитару на бас-гитару.
В июле 2008 г. музыкант заключил контракт с независимым лейблом Modular Recordings и выпустил мини-альбом Tame Impala EP в сентябре того же года. Пластинка возглавила хит-парад австралийских независимых рекорд-лейблов и заняла десятое место в чарте продаж синглов на физических носителях (ARIA Charts). Три песни из неё — «Desire Be, Desire Go», «Skeleton Tiger» и «Half Full Glass of Wine» — ротировались на радиостанции Triple J, а последняя вошла в ежегодный рейтинг Triple J’s Hottest 100. Гастрольный график 2008 года включал выступления на разогреве у You Am I, The Black Keys, Yeasayer и MGMT, на фестивалях Southbound, Meredith Music Festival и Falls Festival, а также собственное национальное турне в поддержку мини-альбома. В следующем году Tame Impala провел 6-дневный австралийский тур под названием Skeleton Tiger и 5-дневный тур по Великобритании, давал концерты на фестивалях Nevereverland UK, V Festival, Groovin The Moo.
Дебютный альбом группы Innerspeaker, выпущенный в мае 2010 года, получил высокие оценки критиков и занял четвёртое место в австралийском хит-параде. В том же году Tame Impala был номинирован на премию ARIA Awards в шести категориях. Второй альбом Lonerism вышел в октябре 2012 года. В мае 2013 года во время турне концертный состав приглашенных музыкантов покинул бас-гитарист Ник Оллбрук, место которого занял его соратник по группе Pond Кэм Эйвери.

## Дискография

### Студийные альбомы
| Год  | Информация                                                                | Высшее место в хит-параде | Высшее место в хит-параде | Высшее место в хит-параде | Высшее место в хит-параде | Высшее место в хит-параде | Высшее место в хит-параде |
| Год  | Информация                                                                | AU                        | NL                        | BE                        | IE                        | GB                        |                           |
| ---- | ------------------------------------------------------------------------- | ------------------------- | ------------------------- | ------------------------- | ------------------------- | ------------------------- | ------------------------- |
| 2010 | Innerspeaker - Дата выпуска: 21 мая 2010 - Лейбл: Modular Recordings      | 4                         | 83                        | 73                        | —                         | —                         |                           |
| 2012 | Lonerism - Дата выпуска: 5 октября 2012 - Лейбл: Modular Recordings       | 4                         | 58                        | 139                       | 39                        | 14                        |                           |
| 2015 | Currents - Дата выпуска: 17 июля 2015 - Лейбл: Modular Recordings         | 1                         | 1                         |                           |                           | 3                         |                           |
| 2020 | The Slow Rush - Дата выпуска: 14 февраля 2020 - Лейбл: Modular Recordings |                           |                           |                           |                           |                           |                           |

### Концертные альбомы
- Live at the Corner — Modular Recordings (май 2010)[14]
- Live Versions — Modular Recordings (2014)[15]

### Мини-альбомы
- Tame Impala [H.I.T.S. 003] — Hole in the Sky (август 2008[16]; переиздан ограниченным тиражом в апреле 2009)
- Tame Impala EP — Modular Recordings (сентябрь 2008) AU № 82[17]

### Синглы
- «Sundown Syndrome» — Modular Recordings (июнь, 2009)[18][19]
- «Solitude Is Bliss» — Modular Recordings (апрель, 2010)[20]
- «Lucidity» — Modular Recordings (июль, 2010)[21]
- «Expectation» — Modular Recordings (декабрь, 2010)[22]
- «Why Won’t You Make Up Your Mind?» — Modular Recordings (январь 2011)[23]
- «Elephant» — Modular Recordings (июль, 2012)
- «Feels Like We Only Go Backwards» — Modular Recordings (октябрь, 2012)[24]
- «Patience» — Modular Recordings (март, 2019)
- «Borderline» — Modular Recordings (апрель, 2019)
- «End Of Summer» — Columbia Records (июль, 2025)